# Telomer

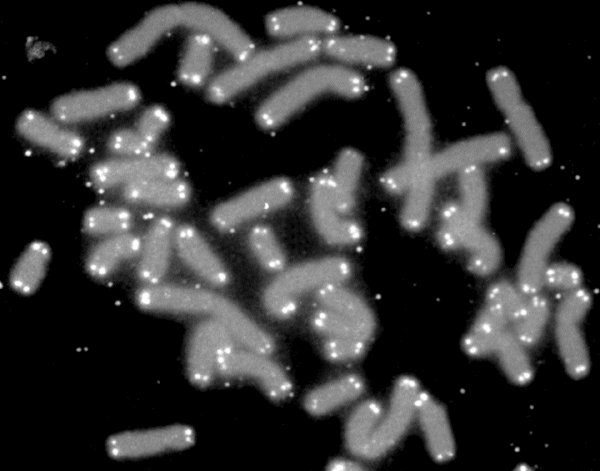
Menschliche Chromosomen (grau) mit markierten Telomeren an den Enden (weiß)

Die Telomere (gr. τέλος télos „Ende“ und μέρος méros „Teil“) sind die aus repetitiver DNA und assoziierten Proteinen bestehenden Enden der linearen Chromosomen eukaryotischer Organismen (Eukaryoten: Protisten, Pflanzen, Tiere inkl. dem Menschen). Die wiederholte Sequenz (Repeatsequenz) und die durch diese Wiederholung bedingte Länge sind in verschiedenen Organismen ähnlich, oft sogar gleich. Bei Wirbeltieren wiederholen sich „Hexanukleotide“, also sechs Nukleotide, mit der Sequenz 5'–TTAGGG–3' mehrere tausend Mal. Telomere sind dementsprechend mehrere Kilo-Basenpaare (kbp) lang. Telomere stabilisieren ihr Chromosom und schützen die DNA. Für diese Funktion ist auch die gefaltete Sekundärstruktur der Telomer-DNA wichtig. Telomere stehen in Zusammenhang mit Zellalterung und gelten als Biomarker für Alter.

## Struktur der Telomere

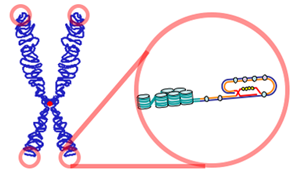
Telomere finden sich am Ende jedes Chromosomenarms. Das Ende des Telomers ist in einer Schlaufe rückläufig und inseriert weiter zentral am Telomer, „T-loop“ genannt, so dass es kein freies Helixende gibt.

Die Chromosomen vieler Eukaryoten besitzen ein typisches, thymin- und guaninreiches Motiv, bei dem man davon ausgeht, dass es eine Quadrupelhelix ausbildet. Dabei paart sich zuerst der 3'-überlappende Strang mit sich selbst und bildet abnorme GG-Doppelbindungen. Dieser Doppelstrang paart sich erneut mit sich selbst und formt so die Quadrupelhelix, bei der die Guanine sogenannte Hoogsteen-Bindungen eingehen. Die Sequenz der Telomer-DNA wird vom DNA-bindenden Proteinkomplex Shelterin erkannt und gebunden. Der Proteinkomplex ermöglicht der Zelle, das natürliche Chromosomenende von unterbrochenen DNA-Strängen zu unterscheiden. Zytologisch gehören die Telomere wegen ihrer dichten Verpackung zum Heterochromatin.
Die von den Wirbeltieren bekannte Wiederholungseinheit 5'–TTAGGG–3' wurde auch bei den ursprünglichen Metazoen nachgewiesen: bei Schwämmen, Nesseltieren, Rippenquallen und Plattentieren. Deswegen stellt diese konservierte Sequenzeinheit das ursprüngliche Telomermotiv dar. Dasselbe Telomermotiv zeigen auch die Chromosomen des Menschen. Ebenso sind die Telomere bei den Insekten gut untersucht.
| Gruppe (Reich, Stamm)             | Organismus                                                        | Wiederholungseinheit (5' nach 3')                                  |
| --------------------------------- | ----------------------------------------------------------------- | ------------------------------------------------------------------ |
| Wirbeltiere                       | Mensch, Hausmaus, Xenopus                                         | TTAGGG                                                             |
| Insekten, Schmetterlinge          | Bombyx mori                                                       | TTAGG                                                              |
| Insekten, Diptera                 | Drosophila melanogaster                                           | → → → eigenartige Transposons                                      |
| Kiemenfußkrebse                   | Daphnia pulex                                                     | TTAGGC                                                             |
| Fadenwürmer (Nematoda)            | Caenorhabditis elegans                                            | TTAGGG                                                             |
| Schlauchwürmer                    | Ascaris lumbricoides                                              | TTAGGC                                                             |
| Schlauchwürmer                    | Ascaris suum                                                      | TTAGGC                                                             |
| Wimpertierchen (Protozoa)         | Tetrahymena, Glaucoma Paramecium Oxytricha, Stylonychia, Euplotes | TTGGGG TTGGG(T/G) TTTTGGGG                                         |
| Kinetoplastiden (Protozoa)        | Trypanosoma, Crithidia                                            | TTAGGG                                                             |
| Apicomplexa (Protozoa)            | Plasmodium                                                        | TTAGGG(T/C)                                                        |
|                                   |                                                                   |                                                                    |
| Höhere Pflanzen                   | Arabidopsis thaliana                                              | TTTAGGG                                                            |
| Grünalgen                         | Chlamydomonas                                                     | TTTTAGGG                                                           |
| Filamentöse Pilze (Fungi)         | Neurospora crassa                                                 | TTAGGG                                                             |
| Schleimpilze                      | Physarum, Didymium Dictyostelium                                  | TTAGGG AG(1-8)                                                     |
| Spalt-Hefen (Schizosaccharomyces) | Schizosaccharomyces pombe                                         | TTAC(A)(C)G(1-8)                                                   |
| Knospungs-Hefen                   | Saccharomyces cerevisiae                                          | TGTGGGTGTGGTG (vom RNA-Template) oder G(2-3)(TG)(1-6)T (Konsensus) |
| Knospungs-Hefen                   | Candida glabrata                                                  | GGGGTCTGGGTGCTG                                                    |
| Knospungs-Hefen                   | Candida albicans                                                  | GGTGTACGGATGTCTAACTTCTT                                            |
| Knospungs-Hefen                   | Candida tropicalis                                                | GGTGTA(C/A)GGATGTCACGATCATT                                        |
| Knospungs-Hefen                   | Candida maltosa                                                   | GGTGTACGGATGCAGACTCGCTT                                            |
| Knospungs-Hefen                   | Candida guillermondii                                             | GGTGTAC                                                            |
| Knospungs-Hefen                   | Candida pseudotropicalis                                          | GGTGTACGGATTTGATTAGTTATGT                                          |
| Knospungs-Hefen                   | Kluyveromyces lactis                                              | GGTGTACGGATTTGATTAGGTATGT                                          |

## Telomere bei der Replikation

### Organismen mit Telomerase

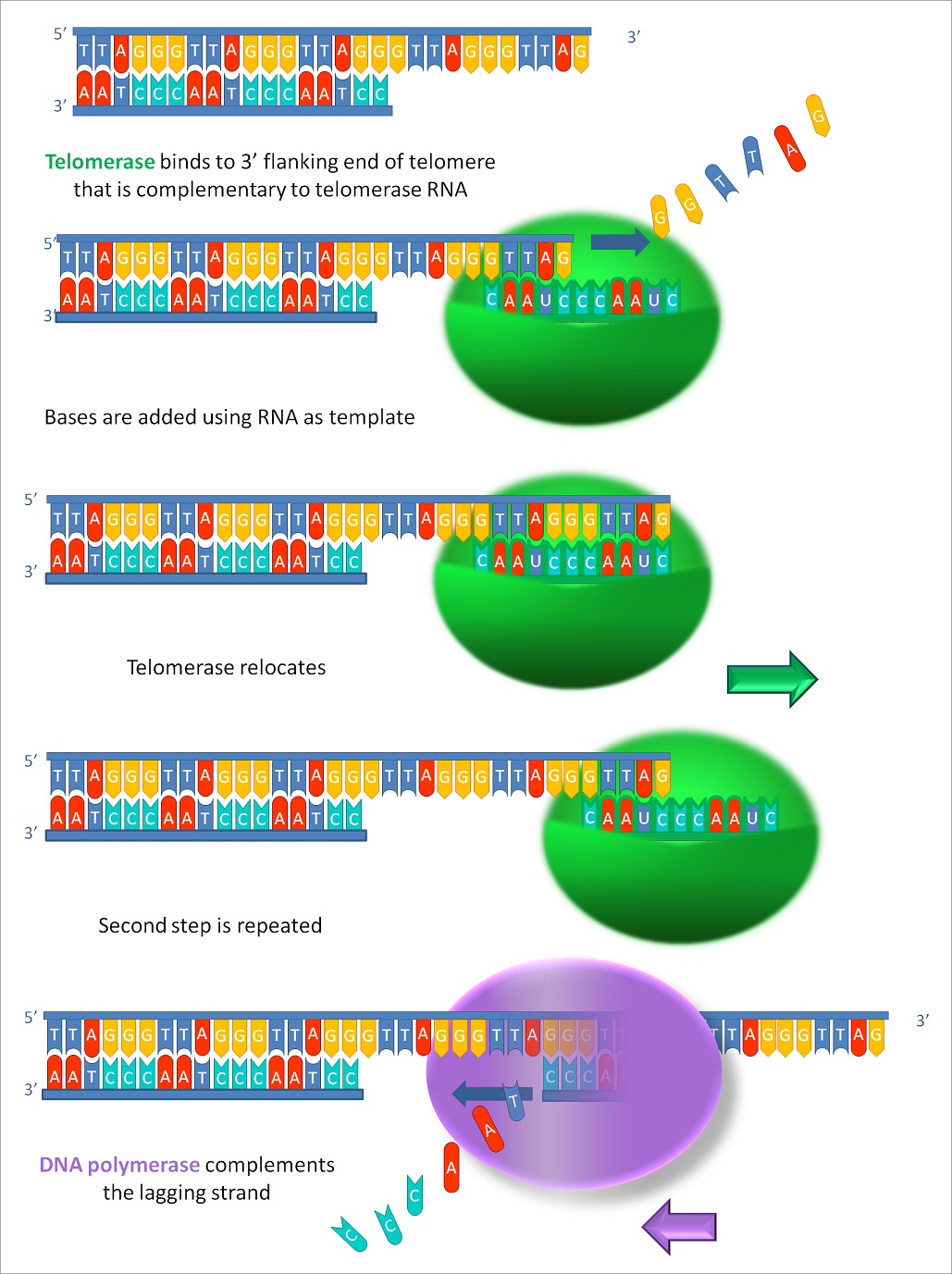
Sukzessive Verlängerung der Telomere einer Chromatide durch eine Telomerase

Mit jeder Zellteilung werden die Telomere kürzer, da die (normale) DNA-Polymerase am Folgestrang nicht mehr ansetzen kann. Die Telomerase gleicht die Verkürzung der DNA-Enden wieder aus. Dieses Enzym ist ein RNA-Protein-Komplex, der als spezialisierte Reverse Transkriptase funktioniert. Dazu fügt sie an das 3'-OH-Ende G-reiche Wiederholungseinheiten an, deren RNA-Vorlage sich in der Telomerase selbst befindet. „Das funktioniert wie der Bau einer Brücke, die mit einer selbsttragenden Konstruktion vorangetrieben wird.“ Danach klappt der DNA-Leitstrang um und bildet mit sich selbst abnorme GG-Basenpaarungen. Von diesem Punkt aus können die RNA-Primase und die DNA-Polymerase den Folgestrang (auch diskontinuierlicher Rückwärtsstrang genannt) auffüllen.
Möglich ist aber auch ein Ansetzen der Telomerase am 3'-OH-Ende des Folgestrangs (siehe Abb.), woraufhin die Verlängerung der Telomere an diesem auch ohne Beteiligung des Leitstrangs erfolgt.
Aktiv ist die Telomerase prinzipiell bei einzelligen Eukaryoten (Protozoen). In höheren, mehrzelligen Organismen kommt nach dem Embryonalstadium das Enzym jedoch nur noch in ganz bestimmten Zellen zum Einsatz:
- in den Zellen der Keimbahn,
- in Zellen, die sich sehr häufig teilen müssen, wie den Stammzellen (z. B. im Knochenmark) und den Immunzellen,
- in bis zu 94 % aller proliferierenden Krebszellen.

Die Enzymaktivität der Telomerase lässt sich durch die TRAP-Methode feststellen.
Unterschreitet die Telomerlänge ein kritisches Minimum von circa 4 kbp, kann sich die Zelle nicht mehr teilen. Oft tritt dann der programmierte Zelltod (Apoptose) oder ein permanenter Wachstumsstopp ein (Seneszenz). Die hierdurch begrenzte Lebenszeit der Zelle wird als Mechanismus zur Tumorunterdrückung verstanden. Erfolgen trotz verkürzter Telomere weitere Zellteilungen, wie in manchen Krebszellen, verlieren die Chromosomen an Stabilität. Es hat sich allerdings bei Knock-out-Mäusen gezeigt, dass sie mehrere Generationen ohne Telomerase lebensfähig bleiben. Es wird angenommen, dass die Reparatur der Telomere auch über Rekombinationsereignisse vonstattengehen kann; geklärt ist dies bei Säugern noch nicht.

### Organismen ohne Telomerase
Die fünf langen Polytänchromosomen von Drosophila hydei (1n = 6) zeigten unter dem Elektronenmikroskop große Endstrukturen. Diese kompakten Regionen galten als „morphologische Manifestation der postulierten Telomere“. Überraschend kam die Erkenntnis, dass die Modellfliege der Genetik gar nicht über eine Telomerase verfügt. Die Enden der Chromosomen von Drosophila melanogaster bestehen aus Wiederholungen spezialisierter Retrotransposons. Die Länge derartiger Telomere wird durch Transposition garantiert. In den Telomeren der Polytänchromosomen von D. melanogaster sind drei Retrotransposon-Regionen zu unterscheiden, nämlich (1) cap, (2) HeT-A/TAHRE/TART und (3) repetitive TAS. Jede der drei Regionen bindet ihre eigenen Proteine; die drei Domänen überlappen sich nicht. Die Telomere dieser Taufliege wurden auch in mitotischen Interphasekernen untersucht, und zwar im synzytialen Blastoderm, in dem die Teilungen synchron ablaufen. Von besonderem Interesse waren die Telomere des Y-Chromosoms. Denn außer in der männlichen Keimbahn, ist das Drosophila-Y zur Gänze heterochromatisch.
Neben der Taufliege besitzen auch Zuckmücken für die Verlängerung ihrer Telomere einen alternativen Mechanismus, nämlich ungleiche Rekombination. Deswegen wurde vermutet, ein Vorfahr der Dipteren habe die Telomerase verloren. Bei mehreren Arten von Käfern und Schnabelkerfen fand man ebenfalls Telomere, deren Wiederholungseinheiten von denen der Telomerase-Organismen abweichen.
Mary-Lou Pardue erklärte, es sei letztlich gleichgültig, ob die Verlängerung der Telomere durch Telomerase oder durch Retrotransposition erfolge. Bei beiden Enzymmethoden sei eine Reverse Transkriptase im Spiel. Im Fall der Retrotransposon-Telomere wird die ganze RNA als Zwischenprodukt der Transposition kopiert. Die Telomerase arbeitet eleganter, weil sie von ihrer RNA-Matrize lediglich die telomerische Wiederholungseinheit kopiert.

## Bedeutung der Telomere
Als Barbara McClintock sowie Hermann Joseph Muller gebrochene Chromosomen untersuchten, erkannten sie erstmals, wie wichtig die Enden linearer Chromosomen für deren Stabilität sind. Die beiden amerikanischen Nobelpreisträger sind die Urheber des Begriffes und Wortes Telomer (griechisch für End-Teil). Neben den beiden Telomeren benötigt jedes Chromosom ein Zentromer sowie mindestens einen Startpunkt für die DNA-Replikation, um in einem Zellkern zu überleben.
Telomere schützen beidseits lineare Chromosomen während des Zellzyklus und sind insofern für alle biologischen Vorgänge wichtig. Sie wurden mit dem Altern von Zellen sowie mit deren Immortalisierung und auch mit der Entstehung von Krebs in Zusammenhang gebracht.

## Einflüsse
Der Einfluss von chronischem Stress auf die beschleunigte Verkürzung der Telomere wird über den Haushalt der Nachrichtenstoffe (Neurotransmitter) Dopamin und Serotonin vermittelt. Moderate Veränderungen des Lebensstils können zu einer Verlangsamung der Verkürzung der Telomere führen.

## Neuere Forschung
Bei einer Untersuchung des Erbguts des Raumfahrers Scott Kelly, der von 2015 bis 2016 für ein knappes Jahr im Weltall war, stellte man fest, dass Scotts Telomer-Enden im Weltall signifikant länger geworden waren, jedoch unmittelbar nach dessen Rückkehr zur Erde wieder ihre Ursprungslänge annahmen. Der Sinn und Zweck dieses Phänomens ist bislang unbekannt.

## Messung
Die Längenmessung der Telomere wird mittels Polymerase-Ketten-Reaktion vorgenommen. Dabei wird aus einer Blutprobe die DNA extrahiert und Ergebnisse der Polymerase-Ketten-Reaktion der Telomere mit einer einmalig im Genom vorkommenden Gen-Stelle (Single-Copy-Gen) verglichen.

## Telomeropathie
Bei Mutationen der Gene für Proteine, die für den Schutz, die „Wartung“ und Reparatur der Telomere zuständig sind, kommt es zu deutlich verkürzten Telomeren. Dies betrifft vor allem den Komplex der Shelterine und den Telomerase-Komplex. Daraus resultiert ein deutlich verminderter Pool an Stammzellen mit geringerer regenerativer „Qualität“, die eine Gruppe chronischer Krankheiten auslösen, die als Telomer-Krankheiten oder Telomeropathien bezeichnet werden:
- Aplastische Anämie mit Knochenmarkversagen und Panzytopenie
- Formen des Myelodysplastischen Syndromes
- Idiopathische pulmonale Fibrose
- idiopathische Leberzirrhose
- Dyskeratosis congenita mit zahlreichen Subtypen und unterschiedlichen Mutationen von Genen, die alle Proteine codieren, die eine Funktion an den Telomeren haben. Die Funktion und Bedeutung der Telomere und ihrer Proteine wurde erst über die Entwicklung dieses Syndroms erkannt.

Die Telomeropathien sind genetisch sehr heterogen mit hoher Variabilität der Penetranz.
Bereits in den 1960er Jahren wurden Androgene zur Therapie des Knochenmarkversagens erfolgreich eingesetzt. Versuche in vitro konnten an menschlichen Lymphozyten und menschlichen CD34-positiven hämatopoetischen Stammzellen zeigen, dass Androgene die Genexpression für die reverse Telomerase-Transferase (TERT) und die enzymatische Aktivität der Telomerase steigern können. Dies kann bei Mäusen mit Telomer-Insuffizienz sogar zu einer hämatologischen Verbesserung und einer Verlängerung der Telomerlänge führen.
Eine erste prospektive Phase-1/2-Studie mit der Gabe des synthetischen Androgens Danazol (800 mg täglich für 24 Monate) musste wegen unerwartet starker Wirkung vorzeitig gestoppt werden, weil bei einer Zwischenanalyse bei allen zwölf bis dahin auswertbaren Patienten der primäre Endpunkt erreicht war, die Telomerschädigung nicht weiter zunahm. Bei elf Patienten waren nach 24 Monaten Therapie die Telomere sogar länger als zu Beginn (92 %) mit einer mittleren Verlängerung um 386 Basenpaare vorwiegend im ersten Behandlungsjahr. Bei 19 der 24 Patienten (79 %), die bis zum Stopp der Studie mindestens drei Monate behandelt worden waren, konnte eine hämatologische Verbesserung festgestellt werden. Während vor Studienbeginn 13 Patienten regelmäßige Bluttransfusionen benötigten, war dies bei Studienabbruch nur noch ein Patient.
Diese Studie gibt Anlass zu einer größeren randomisierten kontrollierten Studie, jedoch kann aus dieser kleinen Studie mit wenigen Teilnehmer noch keine Therapieempfehlung für die Praxis abgeleitet werden, da vor allem Risiken, langfristige und unerwünschte Wirkungen nicht erfasst werden konnten.

## Telomere bei Bakterien
Bakterien besitzen gewöhnlich ein ringförmiges Genom (Bakterienchromosom) und optional eines oder mehrere ringförmige Plasmide; selten kommen bei Bakterien auch größere DNA-Moleküle (Sekundärchromosomen) als Replikatinseinheiten (Replikons) vor.
Lineare DNA-Moleküle sind für Bakterien untypisch; sie sind wahrscheinlich ein sekundäres Merkmal und stammen von ringförmigen Molekülen ab.
Eine solche Evolution setzt spezielle Schutzmaßnahmen für die DNA-Enden (Telomere) gegen Abbau durch Nukleasen und (wie bei Eukaryoten) zur vollständigen Replikation dieser Telomere voraus. Diese Probleme sind im Laufe der Evolution auf mindestens vier unabhängige Arten gelöst worden:
- in Eukaryoten (Protisten, Pflanzen, Pilzen und Tieren inkl. dem Menschen)
- in Actinobakterien (wiss. Actinomycetota) und Salmonellen (Plasmid BSSB1 in Salmonella enterica, zu Gammaproteobacteria)
- in der Gattung Borrelia (mit B. burgdorferi, zu Spirochäten, wiss. Spirochaetota)
- in der Gattung Agrobacterium (mit A. tumefaciens, zu Alphaproteobacteria)
- lineare DNA wurde auch in Cyanobakterien-Spezies gefunden (Gattung Crocosphaera mit C. subtropica, früher Cyanothece sp. ATCC 51142[42]).

Bei den Knöllchenbakterien (Rhizobiaceae) nennt man die Sekundärchromosomen auch Chromide, um sie von kleineren Plasmiden (Ti-Plasmid etc.) zu unterscheiden. Speziell bei Agrobacterium sind diese linear: ihre Telomere besitzen kovalent geschlossene Haarnadelschleifen (engl. hairpins), und eine sog. Protelomerase TelA wird durch das Gen telA kodiert.

## Belletristik
1999 behandelte der amerikanische Schriftsteller John Darnton das Thema Telomere in seinem Roman Zwillingspark (The Experiment).